# مریت اپنهایم
مریت اُپنهایم (آلمانی: Méret Oppenheim؛ ۶ اکتبر ۱۹۱۳ – ۱۵ نوامبر ۱۹۸۵) عکاس، هنرمند تجسمی و مدل آلمانی‌تبار اهل سوئیس بود. او به همراه لوییس بونوئل، سالوادور دالی و ماکس ارنست از اعضای جنبش سوررئالیسم دهه ۱۹۲۰ بود.